# 真弾ぴにゃ
真弾ぴにゃ（まなはじぴにゃ）は、日本の俳優。東京都出身。自称、永遠の16歳。血液型はB型。桐朋高等学校卒業。

## 主な出演作品

### テレビ
- フジテレビ「イノセント・ラヴ」少年院収容員役
- TBS「萬屋長兵衛の隅田川事件ファイル」チンピラ役
- 日本テレビ「The M」大友康平の同級生役
- テレビ東京「信濃のコロンボ事件ファイル 15 愛するあまり」ワンゲル部役
- フジテレビ「奇跡体験!アンビリバボー 敵兵を救助せよ」日本兵役
- TBS「水曜スペシャル 女たちの北京オリンピックSP」アマチュアレスリング池松和彦選手役

## 映画
- スーパーカブ
- 少林老女

## CM
- 森永製菓「ウイダーinゼリー」
- ダイハツ「Mira」
- グリコ「ポッキー 学園天国編」
- 三共ヘルスケア「リゲイン24」
- ネクソン「メイプルストーリー」
- 新日本石油「ENEOS」新入社員役
- 代々木ゼミナール アメフト部役

## PV
- 山崎まさよし「真夜中のBoon Boon」
- 玉置成実「ごきげんだぜっ!」
- Beat Crusaders「CHINESE JET SET」